# Pierre Caroli
Pierre Caroli (Rozay-en-Brie, 1480 - Parijs (?), na 1545), was een Frans theoloog die aarzelde tussen het katholieke en het protestantse geloof.

## Levensloop
Caroli promoveerde tot doctor in de godgeleerdheid aan de Sorbonne. Hij  voelde zich aangetrokken door de ideeën van de Reformatie en vond geestgenoten in het Cenakel van Meaux.
In de jaren twintig werd hij hoogleraar in Parijs, dankzij de steun van bisschop Guillaume Briçonnet. Hij behoorde tot degenen die de nieuwe gedachten van de hervorming propageerden en hij werd hiervoor, zoals andere leden van het cenakel meer dan tien jaar door de leiding van de faculteit theologie achtervolgd vanwege ketterse uitspraken.
In 1524 preekte hij regelmatig in de Parijse Sint-Pauluskerk, maar weldra werd hij door de Sorbonne verzocht die predicaties stop te zetten. In september van dat jaar werd hij door de officiaal van Parijs ondervraagd over sommige van zijn thesissen. Hierop werd het verbod van publieke predicaties herhaald, op straf van excommunicatie.
In februari 1525 voegde de Sorbonne er nog een bevel aan toe om zijn theologische lessen in het Parijse Collège de Cambrai stop te zetten, waarin hij de psalmen van David besprak. Caroli kon dit echter negeren, omdat de Parijse officiaal niet optrad. De Sorbonne diende hierop klacht in bij het Parlement van Parijs, met het argument dat de theses die Caroli ontwikkelde, in strijd waren met de officiële leer van de katholieke kerk.
Het parlement vroeg daarop bij de officiaal de stukken op van de ondervraging die in september 1524 had plaatsgevonden en gaf ze ter beoordeling door aan de theologische faculteit van de Sorbonne. Het ongunstig antwoord kwam op 7 september 1525. Van de afwezigheid van de gevangen koning Frans I en van zijn zus Margaretha van Navarra, maakten de ultra-conservatieven gebruik en op 3 oktober 1525 beval het parlement de arrestatie van Pierre Caroli en een paar anderen. Vanuit zijn gevangenis beval de koning echter het parlement om alle vervolging van Caroli, van Jacques Lefebvre d'Etaples en van Gerard Roussel op te schorten, tot aan zijn terugkeer. Op 7 maart 1526 was de koning weer in Parijs en van een herneming van de procedure was geen sprake meer.
In 1530 verkreeg Caroli de prebende van een parochie in Alençon, door tussenkomst van Margaretha van Navarra.

## Overstap naar het protestantisme
In 1534 begonnen ernstige vervolgingen tegen de protestanten en Caroli, die zich tot hun geloof bekende, vluchtte samen met Johannes Calvijn naar Genève, waar hij ook Guillaume Farel terugvond. Wat later reisde hij naar Bazel om er Hebreeuws te leren. In 1536 nam hij deel aan de discussies van Lausanne ten gunste van de hervorming.
In datzelfde raad benoemde de Raad in Bern hem tot eerste dominee in Lausanne. Enige tijd later kwam hij in conflict met Calvijn betreffende een uiteenlopende visie over een gebed dat tot de overledenen was gericht. Er ontstond ook een ruzie met Guillaume Farel, aan wie Caroli zijn visie over de Drievuldigheid verweet. Besluitend beschuldigde hij zowel Calvijn als Farel van arianisme. De synode van Lausanne die doorging op 14 mei 1537 keerde zich echter tegen de zienswijze van Pierre Caroli, oordeel dat werd bijgetreden door de synode van Bern. Calvijn, Farel en Viret werden in Bern onschuldig verklaard van alle beschuldigingen die Caroli tegen hen had geuit. Deze schreef op 15 juni 1537 een brief naar de synode van Lausanne, waarin hij het protestantisme vaarwel zegde.

## Schipperen tussen katholicisme en hervorming
Hij ging schuilen in Lyon, daarna in Avignon, en nam contact met Jocopo Sadoleto, de bisschop van Carpentras. Hij verliet de vrouw die hij ondertussen getrouwd had en zwoer het protestantse geloof af. Hij stuurde ook een brief naar de burgers van Genève om ze aan te moedigen hetzelfde te doen.
In 1537 bevond hij zich in Montpellier, en gaf er predicaties waarin hij opnieuw protestantse thesissen verkondigde, met als gevolg dat hij uit Frankrijk verbannen werd. In 1539 was hij in Neuchâtel en zocht opnieuw contact met de protestanten. Er ontstonden discussies over hem, waarbij Calvijn aan Farel verweet dat hij te mild oordeelde over Caroli. Zijn contacten mondden op niets positiefs uit en hij slaagde er niet in een bediening te verkrijgen binnen de protestantse gemeenschap. Ontgoocheld vestigde hij zich in Metz.
Voortaan gedroeg hij zich als een vijand van Calvijn en Farel. Tegen Pinksteren 1543 daagde hij ze uit voor een discussie. Beiden aanvaardden en hielden zich klaar om naar Metz af te reizen, maar de samenkomst ging uiteindelijk niet door.
Caroli keerde naar Parijs terug en verzoende er zich met de theologen van de Sorbonne. In 1545 publiceerde hij een boek waarin hij sommige thesissen van Farel, Calvijn en Viret (die hij de Farellisten noemde) als godslasterlijk beschreef. Calvijn antwoordde met Pro G. Farello adversus P. Caroli calumnias defensio (Verdediging van Willem Farel en zijn collega's tegen de laster door theologaster Pierre Caroli tegen hen geuit.)
Na 1545 werd van Caroli niets meer vernomen. Hij was toen vijfenzestig en was wellicht overleden.

## Publicatie
- Refutatio blasphemiae Farellistarum in sacrosanctam trinitatem, Parijs, 1545.